# Camponotus sesquipedalis
Camponotus sesquipedalis é uma espécie de inseto do gênero Camponotus, pertencente à família Formicidae.